# فضيل مزالي
فضيل مزالي (بالإنجليزية: Fodil Mezali) (ولد في الثنية في 23 أبريل 1959) صحفي جزائري ورئيس تحرير ومدير تحرير.

## النشأة
ولد مزالي عام 1959 في بلدة الثنية في منطقة القبائل بالجزائر، شرق جبال الخشنة والجنوب الشرقي لمدينة بومرداس. 
بعد دراسته الابتدائية والمتوسطة في الثنية، واصل المزالي تعليمه الثانوي في مدرسة ثانوية في الجزائر العاصمة، حيث حصل على البكالوريا عام 1979، ثم تابع دراساته في الصحافة في جامعة الجزائر. 

## الجمهورية الجزائرية
بدأ مزالي حياته المهنية كصحفي في صحيفة ألجي ريبيبليكان (الجمهورية الجزائرية) (بالفرنسية: Alger républicain) في يوليو 1989. 
وكان من بين زملائه سعيد مقبل ومحمد بن شيكو. توقفت الصحيفة عن الصدور في ديسمبر 1994.

## لو ماتين
أسس مزالي صحيفة الصباح (بالفرنسية: Le Matin) في عام 1991 كرئيس تحرير مع سعيد مقبل ومحمد بن شيكو، بينما ظل مساهمًا في أعمدة للجمهوريين في الجزائر العاصمة. 
ترك المزالي هذه اليومية عندما تم إيقافه في 26 يوليو 2004 بسبب عدم سداد الديون، وبعد سجن مديرها محمد بن شيكو في 14 يونيو 2004 لكتابته كتيبًا عن الرئيس عبد العزيز بوتفليقة بعنوان «بوتفليقة، جزائري مزيف» (بالفرنسية: Bouteflika، une imposture algérienne). 

## وكوتيديان دالجيري
بعد إفلاس وإغلاق جريدة الصباح، ساهم مزالي بمقالات في العديد من الصحف الجزائرية من 2005 حتى 2012، مثل
الجزائرية اليومية، وكوتيديان دالجيري (بالفرنسية: Le Quotidien d'Algérie). 

## لا سيتي
انتظر المزالي سبع سنوات بعد حل جريدة الصباح قبل أن يعود إلى المشهد الصحفي الجزائري من خلال عمله، كمدير تحرير، صحيفة يومية بعنوان لا سيتي (المدينة) (بالفرنسية: La Cité).  والتي نشرت عددها الأول في 21 أبريل 2013. القول المأثور في سطر الافتتاحي، «جريدة معسكر وليس عشيرة» (بالفرنسية: Le Journal d'un camp et non d'un clan).

## تيغرمت
أطلق مزالي منشورًا آخر بنسخة تجريبية من صحيفة تيغرمت (بالفرنسية: Tighremt) الناطقة باللغة القبايلية في 22 فبراير 2020. 
بعد إدارته لصحيفة لا سيتي (بالفرنسية: La Cité) اليومية الناطقة بالفرنسية منذ عام 2012، أراد إطلاق كتابه الناطق باللغة البربرية تيغرمت، والذي نُشر عدده الأول في 29 فبراير 2020. 
تم اختيار مزالي للحصول على مهارات لغوية مثبتة في فريق التحرير في تيغرمت، والمكون أساسًا من معلمي الأمازيغية. كلف زوجًا من المتخصصين المخضرمين في المجال، جمال يخلفي وياسين زيدان، لقيادة هذا اللقب الصحفي. يأتي هذا العنوان الناطق باللغة البربرية من دفتر ملاحظات نصف أسبوعيا ثم أسبوعيًا يتم إدخاله في صحيفة المدينة اليومية منذ عام 2015 لعدد 550 إصدارًا. 

## ببليوغرافيا
- جون أفريك وذكي، أرقام 1942 إلى 1954. باريس: جروب جون أفريك. 1998. ص. 92.
- شباب افريقيا. باريس: جمعية الصحافة الأفريقية. 1998. ص. 92.
- محمد رباح (2002). الصحافة الجزائرية: جريدة التحدي. الجزائر: شهاب للنشر. ص. 175 ؛ 228. ردمك 978-9961634622.

## روابط خارجية
- موقع جريدة الصباح